# Хаз
Хаз (араб. خز) — посада керівника мусульманської громади в столиці Хозарського каганату, який здійснював судову юрисдикцію над мусульманами міста — як над постійними жителями, так і над перебуваючими тимчасово. Посаду обіймав мусульманин серед гулямів царя. Ймовірно, ідентичний візиру гвардії ал-Ларіс.